# اودانژ
اودانژ (به فرانسوی: Audenge) یک کمون در فرانسه است که در canton of Audenge واقع شده‌است.

## خصوصیات
اودانژ ۸۲٫۰۹ کیلومترمربع مساحت و ۵٬۷۳۶ نفر جمعیت دارد و ۷ متر بالاتر از سطح دریا واقع شده‌است.